# Andrij Bal
Andrij Bal (Oekraïens: Андрій Михайлович Баль; Russisch: Олег Владимирович Блохин, Oleg Vladimirovitsj Blochin) (Rozdil, 16 februari 1958 - Kiev, 9 augustus 2014) was een Oekraïens voetbalcoach en oud-voetballer.

## Biografie
Bal begon zijn carrière bij Karpaty Lviv en werd hier in 1979 kampioen mee in de tweede klasse. In 1980 ging hij naar het grotere Dinamo Kiev en werd daar vier keer landskampioen mee. Hij won er evenveel keer de beker mee. In 1986 won hij met de club ook de Europacup II tegen Atlético Madrid. In 1991 ging hij naar Israël, om er voor Maccabi Haifa te spelen. Daarna sloot hij zijn carrière af bij Bnei Jehoeda.
Hij speelde ook 20 wedstrijden voor het nationale elftal. Op het WK 1982 zette hij zijn land op voorsprong tegen Brazilië, maar Sócrates en Éder wisten de achterstand nog om te buigen in een voorsprong. Hij speelde ook op het WK 1986.
Na zijn spelerscarrière werd hij trainer. In 1994 won hij de landstitel met Maccabi Haifa. Hij was ook twee keer assistent-bondscoach.
Hij overleed op 9 augustus 2014 tijdens een veteranenvoetbalwedstrijd aan een trombose en ligt begraven op de Bajkove-begraafplaats.
1 Dasajev ·
2 Soelakvelidze ·
3 Tsjivadze  ·
4 Chidijatoellin ·
5 Baltatsja ·
6 Demjanenko ·
7 Sjengelia ·
8 Bezsonov ·
9 Gavrilov ·
10 Hovhannesjan ·
11 Blochin ·
12 Bal ·
13 Daraselia · 
14 Borowski ·
15 Andrejev ·
16 Rodionov ·
17 Boerjak ·
18 Soesloparov ·
19 Jevtoesjenko ·
20 Romantsev ·
21 Viktor Tsjanov ·
22 Vjatsjeslav Tsjanov ·
Coach: Beskov
1 Dasajev ·
2 Bezsonov ·
3 Tsjivadze ·
4 Morozov ·
5 Demjanenko  ·
6 Boebnov ·
7 Jaremtsjoek ·
8 Jakovenko ·
9 Zavarov ·
10 Koeznetsov ·
11 Blochin ·
12 Bal ·
13 Lytovtsjenko · 
14 Rodionov ·
15 Larionov ·
16 Tsjanov ·
17 Jevtoesjenko ·
18 Protasov ·
19 Bilanov ·
20 Alejnikaw ·
21 Rats ·
22 Krakovskji ·
Coach: Lobanovskyj